# Lyrica (revista)
Lyrica (en japonés リリカ, ririka) ({{{2}}}?) era una revista infantil de manga publicada por Sanrio desde octubre de 1976. Se trata del primer mensual moderno de cómics en Japón publicado en su primera etapa íntegramente en color y en papel de calidad, además del único en su época que seguía el orden de lectura occidental de izquierda a derecha y de adelante a atrás.  

## Formato y autores principales de la revista
El mensuario nació como un intento de popularizar los personajes de merchandising de la compañía Sanrio en el ámbito del cómic y formaba parte de una ambiciosa campaña que incluía también producciones para cine y televisión.
En la revista, estos personajes protagonizaban sus propias historietas y las mismas se mezclaban con las de otros originales creados expresamente para Sanrio. A la mayoría de los dibujantes se les estimulaba para que experimentaran con el formato de la revista y la composición de las páginas. Además, el mensuario tenía también algunos artículos y lecciones de inglés. En total Lyrica rondaba las 180 páginas.
En el plantel habitual de mangakas de Lyrica destacaron autores de renombre como Osamu Tezuka, Hideko Mizuno, Ryōko Yamagishi, Tomi Mutsuki, Yōko Izumi, Minori Kimura, Shinji Nagashima y Mami Komori. 
La serie original que mayor impacto tuvo fue Yuniko (Unico, el pequeño unicornio) de Tezuka, que más tarde Sanrio popularizó en animación.  

## Principales series publicadas por Lyrica
1. Densetsu, por Hideko Mizuno.
2. Unico, por Osamu Tezuka.
3. Hello Kitty, por Yuko S.
4. Rosebud Rosie, por Minori Kimura.
5. Penkinsan, por Misako Ichikawa.
6. Time Jump, por Mami Komori.

- Datos: Q5985188